# St. Anna (Opole-Chmielowice)

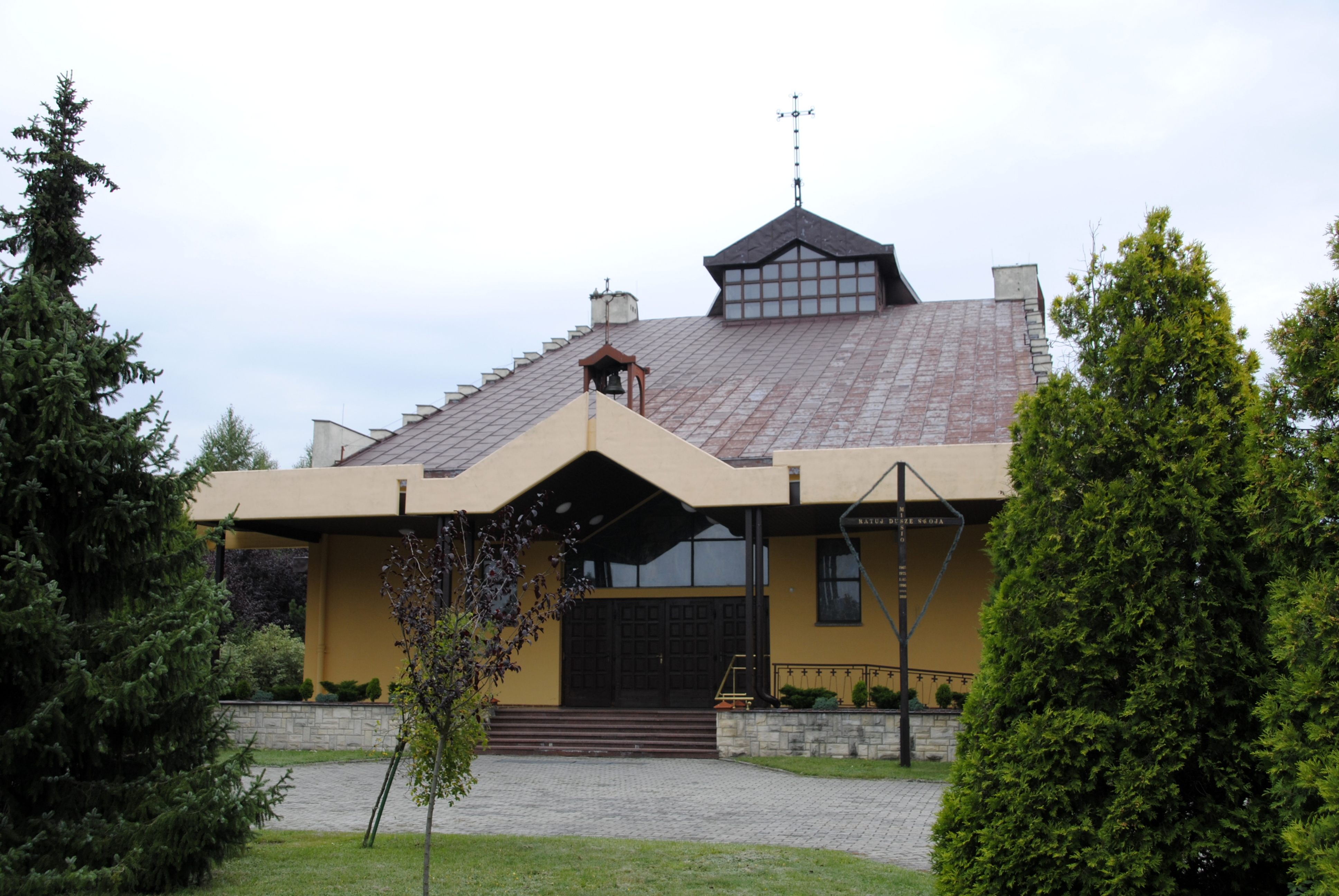
Westseite mit Pfarrgarten

Die Annakirche (polnisch Kościół św. Anny) ist eine römisch-katholische Kirche in Chmiellowitz (Chmielowice), einem Stadtteil der oberschlesischen Stadt Opole (Oppeln). Die Kirche ist die Hauptkirche der Pfarrei St. Anna (Parafia św. Anny) in Opole. Das Gotteshaus liegt im Ortskern von Chmiellowitz an der ul. Mikołaja Moczi.

## Geschichte

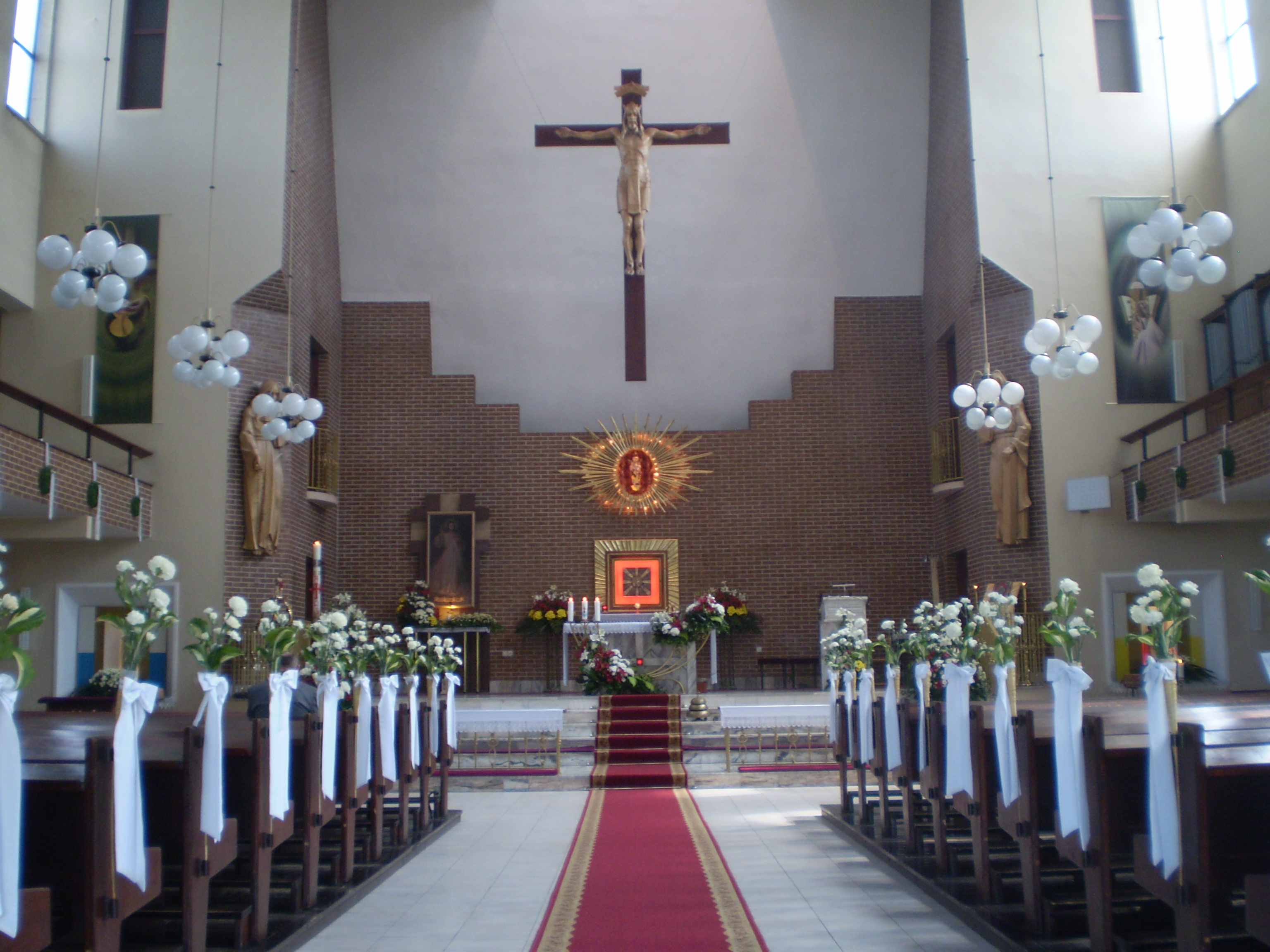
Innenraum

Das Dorf Chmiellowitz gehörte bis Anfang des 20. Jahrhunderts zur Pfarrei in Oppeln. 1929 wurde das Dorf Teil der Pfarrei St. Josef im benachbarten Szczepanowice. 
In den 1970er Jahren wuchs der Wunsch zur Gründung einer eigenständigen Pfarrei im Ort. Daraufhin wurde eine alte Kapelle im Ort ausgebaut und mit einem Glockenturm versehen. Die Gründung der Pfarrei St. Anna erfolgte am 7. Oktober 1980. Ab 1982 entstand der Wunsch der Pfarrei zum Bau einer neuen Kirche. Bedingt durch fehlende finanzielle Mittel und fehlende Genehmigungen der örtlichen Behörden konnte der Kirchenbau erst ab 1986 entstehen. Der Grundstein der Kirche wurde am 16. April 1986 gelegt. 1990 konnte der Bau fertiggestellt werden. Die feierliche Weihe des Kirchengebäudes fand am 7. Oktober 1990 statt. 1993 wurde der freistehende Glockenturm errichtet.

## Pfarrer der Gemeinde
- Alfred Michalik (1980–2018)
- Jacek Biernat (seit 2018)